# Édouard Baldus

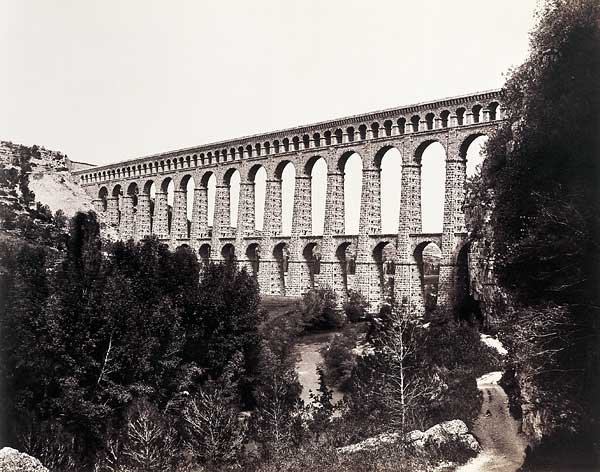
Baldus, Viaduc de Roquefavour, ok. 1861

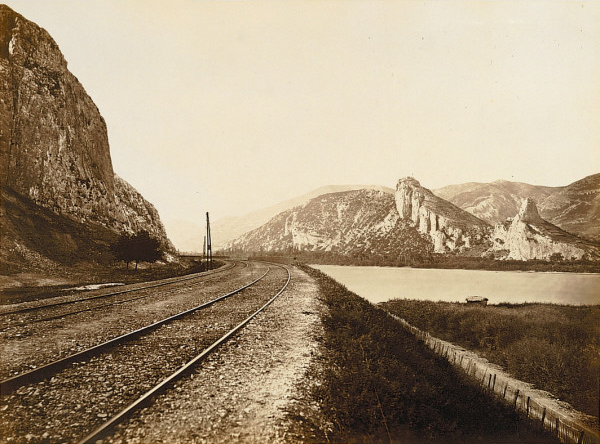
Baldus, Donzère (z albumu wykonanego dla Chemin de fer du Nord), ok. 1861

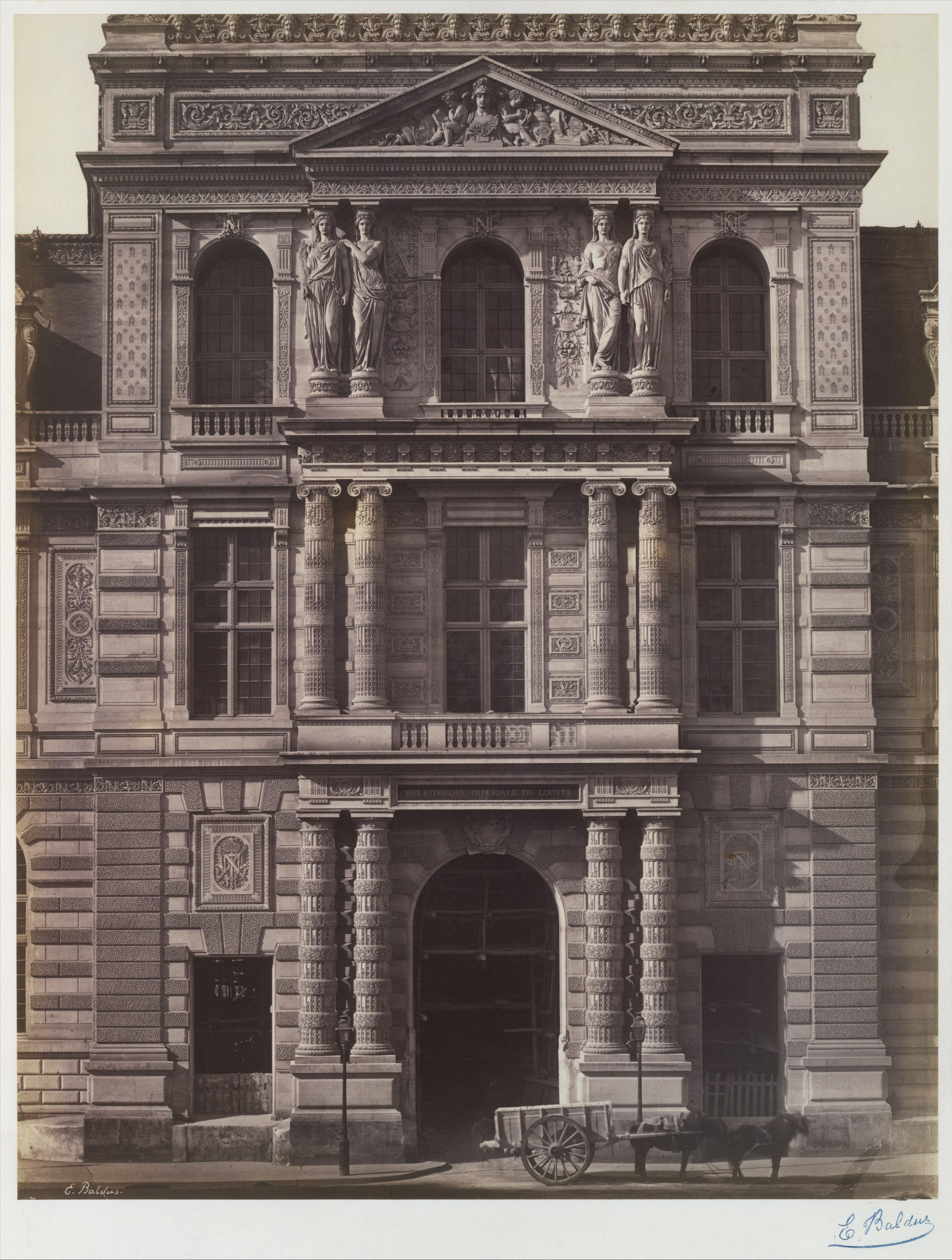
Baldus, Luwr, 1856–1857

Édouard Baldus (ur. 5 czerwca 1813 w Grünebach, zm. 22 grudnia 1889 w Arcueil-Cachan) – francuski fotograf, autor licznych zdjęć o charakterze dokumentacyjnym, członek Mission Héliographique.

## Życiorys
Urodził się w małej pruskiej miejscowości położonej na wschód od Kolonii jako Eduard Baldus. Pierwszych 25 lat jego życia nie jest dobrze znane. W 1838 przyjechał do Paryża, by uczyć się malarstwa; wtedy też zmienił imię na „Édouard”. W latach 1841–1851 posyłał swoje prace na Salon, ale bez większego powodzenia. Wkrótce porzucił zawód malarza i z końcem lat 40. zajął się fotografowaniem. W 1851 był jednym z założycieli Société héliographique. Jego pierwsze znane prace fotograficzne pochodzą dopiero z 1851 – z okresu działalności Baldusa w ramach tzw. Mission Héliographique. Była to grupa pięciu fotografów, utworzona przez rządową komisję ds. zabytków – Commission des Monuments Historiques. Fotografowie ci przemierzali Francję, by wykonać zdjęcia najważniejszych zabytków. Baldus fotografował w kilku regionach: Burgundii, Delfinacie, okolicach Lyonu, Prowansji i częściowo Langwedocji. Efekty jego pracy były na tyle zadowalające, że otrzymał rządowe wsparcie na realizację cyklu widoków Paryża i innych miast, zatytułowanego Villes de France Photographées. W ramach tego projektu powrócił na południe Francji, które fotografował w 1851. Wraz z uczniem i asystentem, Wilhelmem von Herfordem, wykonywał zdjęcia np. w Orange, Arles czy Nîmes, którymi ustalił nowy standard w fotografii dokumentalnej: zerwał z przywiązaniem do malowniczych detali i anegdoty, które dotychczas uważano za niezbędne w fotografii architektury.
Do 1855 Baldus wyrobił sobie opinię czołowego architekta architektury we Francji. W sierpniu tego roku otrzymał od barona Jamesa de Rothschilda, kierującego przedsiębiorstwem kolejowym Compagnie des chemins de fer du Nord, zlecenie na wykonanie serii zdjęć prezentujących widoki miejsc znajdujących się na trasie kolejowej Paryż – Boulogne-sur-Mer. Efektem jego pracy był luksusowo wydany album z 50 fotografiami, ofiarowany królowej Wiktorii. W latach 1855–1857 Baldus współpracował z architektem Hectorem Lefuelem, kierującym pracami przy przebudowie Luwru. Wykonywał zdjęcia dokumentacyjne wszystkich elementów, jakimi przyozdabiano nową część Luwru. Fotografie te również zostały zebrane w kilkutomowym albumie. W czerwcu 1856 Baldus zrealizował bezprecedensowy w dziejach fotografii cykl, przedstawiający zniszczenia spowodowane powodzią w Lyonie, Awinionie i Tarascon.
Pod koniec lat 50. Baldus z sukcesem kontynuował fotografowanie zabytków Paryża i innych miast Francji, wykonując około 1860 roku serię zdjęć na południowym wschodzie kraju i w okolicach Alp. Zatrudniał wielu pomocników, a jego fotografie sprzedawane były w największych miastach Europy.
W 1856 otrzymał obywatelstwo francuskie. W sierpniu 1860 został Kawalerem Legii Honorowej.
W 1861 otrzymał zlecenie na wykonanie drugiego albumu z fotografiami trasy kolejowej, ale tym razem prowadzącej z Lyonu do Marsylii i Tulonu. Fotografiami tymi, będącymi jednymi z jego szczytowych osiągnięć, ponownie torował drogę dla nowej estetyki w fotografii dokumentacyjnej. Kolejne lata jego działalności były już mniej owocne – miejsce ambitnych i starannie wykonywanych realizacji zajmowały zlecenia o coraz bardziej komercyjnym i „rzemieślniczym” charakterze. Po części mogły się do tego przyczynić problemy osobiste (śmierć żony w 1858, potem teściowej w 1862 i wiążąca się z tym konieczność przejęcia opieki przez Baldusa nad dziećmi – dwoma córkami i synem), a także wzrastająca popularność fotografii, która spowodowała jej większą dostępność, niższą cenę i wzrost konkurencji.
Na początku lat 60. wykonał serię 95 widoków Paryża w małym formacie. Począwszy do lat 60. aż do początku lat 80. jego działalność koncentrowała się na wykonywaniu heliograwiur, będących reprodukcjami dzieł dawnych mistrzów lub jego własnych zdjęć. W latach 1866–1869 wydał albumy zawierające heliograwiury reprodukujące grafiki m.in. Albrechta Dürera i Hansa Holbeina. Wydał również zbiory heliograwiur wykonanych na podstawie jego własnych zdjęć, przedstawiających architekturę i detale Luwru, pałacu w Wersalu z Grand i Petit Trianon oraz ratusz w Paryżu. Kolejną publikacją było Principaux Monuments de la France.
Ożywiona działalność na polu publikacji nie oznaczała jednak sukcesu finansowego. W 1887 Baldus ogłosił bankructwo. Zmarł 2 lata później, na przedmieściach Paryża. Jest pochowany na miejscowym cmentarzu.
Duża część jego prac – w tym negatywy z okresu działalności Mission Héliographique – znajduje się w zbiorach Musée d’Orsay. Pozostałe negatywy i odbitki znajdują się w różnych muzeach we Francji, USA i Kanadzie.